# Pierre Blättler
Pierre Blättler (Kerkrade, 3 februari 1966) is een Nederlands-Zwitsers voormalig voetballer die in de positie van middenvelder van 1985 tot 1990 voor Roda JC heeft gespeeld. Hij werd na het EK 1988 eenmaal in de voorselectie voor het Nederlands elftal, liep de voorbereiding mee voor de wedstrijd tegen Wales maar viel af na een officieuze wedstrijd tegen een amateurclub. Hij zat thuis tegen Wales Hij raakte kort daarna zodanig geblesseerd dat een selectie niet meer binnen zijn bereik was. Hij moest in de winterstop van het seizoen 1990/91 bij Roda JC wijken voor Mario Been (die slechts een half jaar bleef) en vertrok naar Zwitserland.
Zijn neef Tim Blättler maakten in het seizoen 2015-2016 zijn debuut in de Eredivisie. 